# Sergio Sierra
Sergio Sierra (Samacá, Boyacá, Colombia; 16 de octubre de 1994) es un futbolista colombiano. Juega de volante y actualmente se encuentra sin equipo.

## Trayectoria
Debutó el 14 de marzo de 2011 en el Estadio Olímpico Pascual Guerrero frente al América de Cali,En Un Juego del Campeonato Postobon Sub-20 entrando al partido al minuto 65 por Yedinson Palacios.

## Clubes
| Club                    | País     | Temporada     |
| ----------------------- | -------- | ------------- |
| Escuela Ferley Villamil | Colombia | 2007-2008     |
| Boyacá Chicó            | Colombia | 2012-presente |